# Тяняняйское староство
Тяняняйское староство (лит. Tenenių seniūnija) — одно из 14 староств Шилальского района, Таурагского уезда Литвы. Административный центр — местечко Тяняняй.

## География
Расположено на западе Литвы, в западной части Шилальского района, на Западно-Жямайтской равнине.
Граничит с Кведарнским староством на севере, Паюрисским — на востоке, Швекшнским и Гардамским староствами Шилутского района — на западе, и Вайнутским староством Шилутского района — на юге.

## Население
Тяняня́йское староство включает в себя местечко Тяняняй и 7 деревень.